# 软物质 (期刊)
《软物质》（Soft Matter）是一份英国皇家化学会出版的同行评审学术期刊，刊登软物质结构性质的基础科学研究。至2017年，主编是特拉华大学材料科学与工程学院教授达林·波汉（Darrin Pochan）。
建刊于2005年，起初为月刊，2009年改为半月刊，2012年改为每年48期的周刊。

## 数据库收录
期刊被以下数据库和索引收录：
- 近期期刊目次（英语：Current Contents）的物理学、化学和地球科学分类[2]
- 医学索引/MEDLINE/PubMed[3]
- 科学引文索引（SCI）[2]
- 斯高帕斯数据库（Scopus）[4]

据《期刊引证报告》该刊2016年影响因子为3.889。